# 24 de març
El 24 de març és el vuitanta tercer dia de l'any del calendari gregorià i el vuitanta-quatrè en els anys de traspàs. Queden 282 dies per a finalitzar l'any.

## Esdeveniments
Països Catalans
- 1895 - Barcelona: Es crea la Biblioteca Pública Arús, amb 25.000 volums, complint l'encàrrec testamentari de Rossend Arús.[1]
- 2011 - Terrassa: S'inaugura la remodelació del Teatre Principal de Terrassa, coincidint amb l'any del centenari.[2]

Resta del món
- 1478 - Ginebra (Suïssa): S'hi imprimeix el "Llibre dels Àngels" de Francesc Eiximenis.
- 1760 - Torí (Itàlia): França i el Regne de Piemont-Sardenya signen el Tractat de Torí de 1760 en què acorden la frontera entre tots dos regnes.
- 1832 - Estats Units: el govern dels Estats Units i la Nació Creek signen el Tractat de Cusseta en què els segons cedeixen el territori creek a l'est del riu Mississipi.
- 1976 - Cop d'Estat a l'Argentina contra el govern constitucional de María Estela Martínez de Perón. Arriba al poder la dictadura autoanomenada Procés de Reorganització Nacional.
- 2005 - Bixkek (el Kirguizstan): milers de manifestants opositors, que volen que es repeteixin els comicis parlamentaris del 13 de març per possibles irregularitats i que s'avancin les eleccions presidencials, agafen el control de la ciutat, ocupen el palau presidencial i en foragiten el president prorus Askar Akàiev.
- 2008 - Bhutan té les seves primeres eleccions democràtiques de la història, abandonant la seva monarquia absoluta. Només s'hi presenten dos partits, però.
- 2015 - Prats de Blèuna Auta (França): el copilot del Vol 9525 de Germanwings l'estavella contra una muntanya i moren tots 150 ocupants, molts d'ells catalans.

## Naixements
Països Catalans
- 1786 - Móra d'Ebre: Joan Baptista Siurana i d'Ossó, oficial de l'exèrcit espanyol erudit català.
- 1815 - Reus: Maria Rosa Molas, o mare Molas, religiosa fundadora de les Germanes de la Consolació (m. 1876).[3]
- 1897 - Sitges, Garraf: Josep Carbonell i Gener, escriptor, promotor cultural i patriota català (m. 1979).
- 1901 - Vila-real, Plana Alta: Manuel Calduch i Almela, farmacèutic i botànic valencià (m. 1981).
- 1922, Rio de Janeiro: Miguel Gustavo, escriptor, periodista i Compositor brasiler (m. 1972).
- 1926 - Felanitx: Guillem Timoner Obrador, ciclista de pista mallorquí (m. 2023).

- 1935 - Mataró, Maresme: Pere Pubill i Calaf, més conegut com a Peret, creador de la rumba catalana. (m. 2014).[5]
- 1949 - 
  - Barcelona: Joaquim Maria Puyal, doctor en lingüística i comentarista radiofònic.[6]
  - Portocolom, Felanitx, Illes Balears: Gabriel Mestre Oliver, escriptor mallorquí.
- 1952 - Barcelona: Quim Monzó, escriptor en català.[7]
- 1957 - Barcelona: Sílvia Munt i Quevedo, actriu de teatre, cinema i televisió, i directora de cinema catalana.[8]
- 1962 - Perpinyà, Rosselló: Mariel·la Finet, doctora en física energètica, professora a Perpinyà, professora de cant, escriptora i compositora de sardanes.[9]
- 1971 - Barcelona: Maria Dolors Camats, política catalana.[10]
- 1973 - Girona: Míriam Díez Bosch, periodista especialitzada en religió.
- 1975 - València: Arturo Valls, actor i presentador de televisió valencià.
- 1996 - L'Olleria, Vall d'Albaida: Sara Micó Soler, futbolista valenciana, que juga com a defensa.[11]

Resta del món
- 1579 - Madrid, Espanya: Tirso de Molina, escriptor espanyol del Barroc (m. 1648).
- 1756 - Mannheim: Francesca Lebrun, soprano i compositora alemanya (m. 1791).[12]
- 1775 - París: Pauline Auzou, pintora francesa i professora d'art, que va exhibir al Saló de París (m. 1835).[13]
- 1808 - París: Maria Malibran, compositora i cantant d'òpera d'una fama i renom inaudits en la seva època. (m. 1836).[14]
- 1809 - Madrid, Espanya: Mariano José de Larra, escriptor romàntic conegut pel seu relat "Vuelva usted mañana" (m. 1837).
- 1811 - Königsberg, Prússia: Fanny Lewald, escriptora alemanya del segle XIX (m.1889).[15]
- 1815 - Oldenburg: Johanna Sophie Löwe, cantant alemanya (m. 1866).[16]
- 1821 - Frankfurt del Main: Mathilde Marchesi, mezzosoprano i professora de cant alemanya (m. 1913).[17]
- 1834 - Walthamstow (Anglaterra): William Morris, dissenyador gràfic i impressor (m. 1896).[18]
- 1855 - Wittebergen, Colònia del Cap [actualment a Sud-àfrica]: Olive Schreiner, escriptora sud-africana (m. 1920).[19]
- 1862 - Chicago, Illinois: Alice Constance Austin, arquitecta i dissenyadora autodidacta nord-americana (m. 1955).[20]
- 1874 - Budapest, Imperi Austrohongarès: Harry Houdini, il·lusionista i escapista (m. 1926).[21]
- 1884 - Maastricht, Països Baixos: Peter Debye, físic i químic neerlandès, Premi Nobel de Química de 1936 (m. 1966).
- 1886:
  - Escanaba (Michigan): Charlotte Mineau, actriu de cinema mut nord-americana (m. 1979).
  - Highland Park, Illinois (EUA): Edward Weston fotògraf estatunidenc (m. 1958).[22]
- 1887 - Smith Center, Kansas: Roscoe Arbuckle, el Fatty, actor i director cinematogràfic nord-americà (m. 1933).
- 1903 - Wesermünde, Baixa Saxònia, Imperi Alemany: Adolf Butenandt, bioquímic alemany, Premi Nobel de Química de 1939 (m. 1995).
- 1911 - Nova York, Estats Units: Joseph Barbera, dibuixant (m. 2006).
- 1917 - Oxford, Anglaterra: John Kendrew, químic anglès, Premi Nobel de Química de 1962 (m. 1997).
- 1919 - Yonkers, Nova York, (EUA): Lawrence Ferlinghetti, escriptor estatunidenc.[23]
- 1926 - Leggiuno, Varese (Itàlia): Dario Fo, dramaturg italià, Premi Nobel de Literatura de l'any 1997 (m. 2016).
- 1927 - Wasserburg: Martin Walser, escriptor alemany (m. 2023).
- 1930 - Beech Grove, Indiana, Estats Units: Steve McQueen, actor, productor, pilot d'automòbil i de moto estatunidenc (m. 1980).[24]
- 1944 - Michelstadt, Hesse: Rebecca Horn, artista alemanya, autora de L'estel ferit.[25]
- 1951 - Elmira (Nova York), Estats Units: Tommy Hilfiger, dissenyador de moda.
- 1952 - 
  - Salem, Oregon: Dolora Zajick, mezzosoprano estatunidenca especialitzada en el repertori verdià.[26]
  - Lima (Perú): Eda Rivas Franchini, advocada i política, que va ser cancellera del Perú.[27]
- 1961 - Pequín: Ni Yulan, advocada i activista pels drets humans xinesa.
- 1964 - París: Chantal Mauduit, destacada alpinista francesa (m. 1998).[28]
- 1973 - Houston, Texas, Estats Units: Jim Parsons, actor estatunidenc.
- 1979 - Nova York, Estats Units: Lake Bell, actriu, escriptora i directora estatunidenca.[29]
- 1987 - Madrid: María Valverde Rodríguez, actriu espanyola guanyadora d'un premi Goya a la millor actriu revelació.

## Necrològiques
Països Catalans
- 1875, Figueres, Empordà: Pep Ventura, compositor de sardanes (58 anys).[30]
- 1916, Canal de la Mànega: Enric Granados, músic, a bord del vaixell Sussex, torpedinat pels alemanys durant la Primera Guerra Mundial (n. 1867).[31]
- 1924, Sant Julià d'Altura: Miquel Ustrell i Serrabogunyà, propietari rural català.
- 1954, Barcelona: Carles Cardó i Sanjoan, eclesiàstic i escriptor (73 anys).
- 1963, Barcelona: Anna Rubiés Monjonell, mestra, pedagoga i escriptora (n. 1881).[32]
- 2004, Girona: Maria Assumpció Soler i Font, mestra, escriptora i periodista.[33]
- 2007, Barcelona: Albert Taulé i Viñas, sacerdot i músic català (n. 1932).
- 2009, Barcelona: Ricard Salvat i Ferré, escriptor, director teatral i professor universitari català (n. 1934).[34]
- 2016, Barcelona: Johan Cruyff, jugador i entrenador de futbol (n. 1947).[35]
- 2017, Vilagrassa (Urgell): Miquel Roger Casamada, compositor, docent i productor musical (n. 1954).[36]
- 2019, Barcelona: Aurora Gassó, pintora catalana (n. 1928).[37][38]

Resta del món
- 1603, Richmond Palaceː Elisabet I d'Anglaterra, reina d'Anglaterra i d'Irlanda des de 1558 fins a la seva mort (n. 1533).[39]
- 1653, Halle: Samuel Scheidt, organista i mestre alemany del Barroc primerenc.(n. 1587).[40]
- 1844, Copenhaguen (Dinamarca) Bertel Thorvaldsen escultor danès/islandès del neoclassicisme. (n. 1770).[41]

- 1895, Estocolm: Bertha Valerius, fotògrafa pionera i pintora sueca (n. 1824).[42]
- 1905, Amiens, França: Jules Verne, escriptor.[43]
- 1915, Londres: Margaret Lindsay Huggins, astrònoma (n. 1848).[44]
- 1916: Kirkkonummi: Herman Gesellius, arquitecte finlandès.
- 1923, Friburg de Brisgòvia: Carl Braig, filòsof i teòleg alemany.
- 1948, Estocolm: Sigrid Hjertén, pintora sueca, adscrita a l'expressionisme (n. 1885).[45]
- 1960, Vílnius, Lituània: Elena Laumenskienė, pianista, professora i compositora lituana (n. 1880).[46]
- 1968, Mahwah, Nova Jersey: Alice Guy, primera directora de cinema de la història, creadora del cinema narratiu i de ficció (n. 1873).[47]
- 1969, Boma, (República Democràtica del Congo): Joseph Kasavubu polític congolès,va ser el primer president de la República Democràtica del Congo.[48]
- 1976, Alton, Hampshire (Anglaterra): Bernard Law Montgomery, primer vescomte d'el Alamein, oficial de l'exèrcit britànic, sovint conegut com a "Monty". Va comandar amb èxit les forces aliades a la Batalla d'El Alamein, un punt decisiu en la Segona Guerra Mundial (n. 1887).[48]
- 1980, San Salvador, El Salvador: Óscar Arnulfo Romero, assassinat mentre celebrava l'eucaristia
- 2008, Madrid: Rafael Azcona, guionista espanyol (81 anys).
- 2017, Madrid: Paloma Gómez Borrero, periodista i escriptora espanyola (n. 1934).[49]
- 2018, Zúric, Suïssa: Lys Assia, cantant suïssa, guanyadora del primer Festival de la Cançó d'Eurovisió (n. 1926).[50]
- 2019, Blantyre, Malawi: Desmond Dudwa Phiri, escriptor de Malawi (n. 1931).[51]
- 2020:
  - Neuilly-sur-Seine, França: Albert Uderzo, autor de còmics francès (n. 1927).
  - L'Havana (Cuba): Juan Padrón, caricaturista, realitzador de dibuixos animats, il·lustrador, guionista i director de cinema cubà (n. 1947).[22]

## Festes i commemoracions
- Onomàstica: sants Ireneu de Sírmium, bisbe i màrtir; santa Caterina de Suècia; beats: Dídac de Cadis, caputxí; Maria Karlowska, fundadora de les Germanes del Diví Pastor de la Providència Divina; sant Óscar Arnulfo Romero, bisbe màrtir; a l'anglicanisme: Walter Hilton, agustí místic. Fins al 1965, beats Simó de Trento i Guillem de Norwich, suposats nens màrtirs.